# Великий сдвиг гласных

Схема изменений гласных во время Великого сдвига гласных

Великий сдвиг гласных (англ. great vowel shift) — фонетическое изменение, произошедшее в английском языке в XIV—XV веках. Сдвиг продолжался какое-то время и в XVI веке, распространяясь за пределами центральных и портовых областей. В результате произошло большое изменение в произношении долгих гласных звуков.
Различия в произношении долгих гласных являются основополагающими в разнице современного английского и среднеанглийского языков. Великий сдвиг гласных — историческое событие, отделяющее два этих языка друг от друга. До сдвига произношение гласных было сходно с произношением в латинском языке, а фонетика самого языка была схожа с нидерландской или нижненемецкой. После великого сдвига два долгих гласных стали дифтонгами, а другие пять стали звучать иначе.
Ниже приводятся основные изменения звуков. Звучание гласных обозначено с помощью международного фонетического алфавита.
- Звук [a:] превратился в [æː], затем в [ɛː] и [eː], и в итоге в современном английском превратился в дифтонг [eɪ] (как в «make»). Древнеанглийский звук «ā» превратился в [ɔː] в среднеанглийском языке, поэтому древнеанглийское «ā» не соответствует современному дифтонгу [eɪ].
- Звук [ɛː] стал [eː], затем превратился в [iː] (как в «beak»). В немногих словах, начинающихся с группы согласных, звучание стало другим — [eɪ] (как в «break»).
- Звук [eː] превратился в [iː] (как в «feet»).
- Звук [iː] стал дифтонгом [ɪi], который позже стал звучать как [əɪ], и в конце концов стал дифтонгом [aɪ] (как в «mice»).
- Звук [ɔː] стал [oː], затем в XVIII веке этот звук превратился в [oʊ] или [əʊ] (как в «boat»).
- Звук [oː] превратился в [uː] (как в «boot»).
- Звук [uː] превратился в дифтонг [ʊu], затем в [əʊ], и стал современным дифтонгом [aʊ] (как в «mouse») в XVIII веке. После согласных «r» и «d» сдвига не произошло, и [uː] осталось прежним, как в «room» и «droop».

Это значит, что «make» ранее произносилось с гласным, как в «father»; гласная в «feet» была долгим звуком «e»; гласная в «mice» была долгим «i», в «boot» было долгое «o»; а в «mouse» — долгое «u».
Великий сдвиг гласных совершенно не затронул язык йола, происходящий от средневекового английского, на котором говорили в двух баронствах ирландского графства Уэксфорд до середины XIX века, в связи с чем его принято рассматривать как отдельный язык.
Термин «великий сдвиг гласных» был предложен датским лингвистом Отто Есперсеном, который первым стал исследовать это явление.
Последствия сдвига не совсем однозначны, в региональных диалектах можно обнаружить различия в произношении. В современном английском языке орфография осталась близка к среднеанглийской и не отображает произошедших изменений. В других германских языках (немецком, исландском и нидерландском) тоже произошли некоторые сдвиги произношения, но не столь масштабные, как в английском.